# Bupalus hirschkei
Bupalus hirschkei är en fjärilsart som beskrevs av Dziurz 1912. Bupalus hirschkei ingår i släktet Bupalus och familjen mätare. Inga underarter finns listade i Catalogue of Life.